# Tom Wilkinson
Tom Wilkinson (5. února 1948 Leeds, Anglie – 30. prosince 2023 Velká Británie) byl britský filmový a televizní herec, širšímu publiku známý z nízkorozpočtové filmové dramedie Do naha! (1997), za niž získal cenu Britské filmové a televizní akademie (BAFTA), nebo také z řady hollywoodských produkcí jako včetně Lovců lvů (1996), komiksovky Batman začíná (2005), válečného dramatu Valkýra (2008) či thrilleru Michael Clayton (2007). Za posledně jmenovaný a také za kriminální drama V ložnici (2001) byl nominován na Oscara.
Zemřel náhle ve svých 75 letech před koncem prosince 2023.